# نظام الدين الشامي
نظام الدين الشامي أو نظام الدين الشامبي (توفي قبل عام 1409 أو قبل عام 1411-1412)، كان رجلًا فارسيًا من الأدباء والمؤرخين الذين ازدهروا في أواخر القرن الرابع عشر وأوائل القرن الخامس عشر. وقد كتب كتاب الظفرنامه، وهو أقدم سجل تيموري موجود وأقدم سيرة ذاتية باقية عن تيمور (حكم. 1370–1405 م). وقد استمر كتاب ظفرنامه الشامي على يد الحافظ أبرو (توفي عام 1430)، كما شكل الأساس لكتاب ظفرنامه الأكثر شهرة لشرف الدين علي يزدي (توفي عام 1454).

## السيرة
على الرغم من عدم تسجيل تاريخ ولاد الشامي ولا مكان ميلاده، فإن نسبته (شامي < شانبي) تشير إلى مكان ميلاده في شانبي غزاني، وهي ضاحية (أو حي) من تبريز في المنطقة الإيرانية الشمالية الغربية من أذربيجان حيث أنشأ الإلخان غازان (حكم. 1295–1304 م) مؤسسة خيرية. كان والد الشامي وشقيقه يُدعيان محمدًا، ولكن لا يُعرف سوى القليل عن عائلته أو عن حياته المبكرة. كان يحمل لقب مولانا وواعظ، مما يشير إلى أنه تلقى تعليمًا دينيًا إسلاميًا تقليديًا. إن حقيقة تأليفه لعمل في مدح الأئمة الاثني عشر تشير أيضًا، على أقل تقدير، إلى أنه كان متعاطفًا مع أهل البيت وآل علي (توفي عام 661). ويشير المؤرخ الحديث إلكر إيفريم بنباش إلى الشامي في هذا السياق باعتباره واعظًا "يتمتع بمسحة من الولاء العلوي".
دخل الشامي في خدمة الحاكم الجلائري الشيخ أويس جلاير ( حكم. 1356–1374 م). كان الجلائريون خلفاء الإلخانات في العراق وأذربيجان. في عامي 1366-1367، قام بترجمة كتاب سلوان المواعظ من العربية إلى الفارسية، وهو عمل سياسي تعليمي من نوع مرايا الأمراء من تأليف ابن ظفر الصقلي (توفي 1169-1170).
وفقًا لكتابات الشامي نفسه، عندما وصل تيمور إلى بغداد في 29 آب 1393، كان الشامي أول سكان بغداد الذين جاءوا وخضعوا له. عندما كان الشامي في رحلة حج إلى الحجاز، قبل وقت قصير من هجوم تيمور على حلب في عام 1400، وجد الشامي نفسه مسجونًا لدى سلطات حلب، التي اعتقدت أنه كان يتجسس عليهم لصالح تيمور. وبفضل هذا، أصبح الشامي شاهد عيان على حصار تيمور للمدينة واستسلامها في النهاية. وبعد استيلاء تيمور على حلب، أُحضر أمام تيمور للمرة الثانية، ويبدو أنه بقي ضمن حاشيته. وبعد فترة وجيزة، في عامي 1401 و1402، أمره تيمور بكتابة تاريخ شامل عن فتوحاته بشرط أن يكون بأسلوب واضح وغير مزخرف، حتى يكون قابلًا للقراءة من كل قارئ وليس فقط لقلة مختارة. قدم الشامي السجل إلى تيمور في حوالي نيسان 1404 م. يوضح المؤرخ الحديث بيتر جاكسون أن عنوان "ظفرنامه" غير موثق في النسخة الأصلية المستخدمة لاحقًا في مصنفات حافظ أبرو، ولكن فقط في النسخة الثانية التي أهداها شامي إلى عمر بهادر، حفيد تيمور (الذي عُين للتو حاكمًا لأذربيجان التاريخية). لم يسافر الشامي إلى بلاد ما وراء النهر مع تيمور في عام 1404، بل بقي في موطنه أذربيجان. ومن المرجح أن الشامي دخل في خدمة عمر بهادر بعد وفاة تيمور في عام 1405. وفقًا لحافظ أبرو، توفي شامي بحلول عامي 1411 و1412، على الرغم من أنه يُقال أيضًا أنه توفي قبل عام 1409 م. كان يتمتع الشامي بمكانة مرموقة بين معاصريه بسبب سعة اطلاعه. أشار شرف الدين علي اليزدي إلى الشامي باعتباره أحد أفضل كتاب عصره في كتابه "الظفرنامه".
وقد استمر كتاب ظفرنامه للشامي، وهو أقدم سجل تيموري وأقدم سيرة ذاتية باقية عن تيمور، على يد حافظ أبرو تحت اسم ظفرنامه، والكتاب يتناول حياة تيمور من عام 1404 إلى عام 1405. كما أن كتاب ظفرنامه للشامي سيشكل أيضًا الأساس لكتاب ظفرنامه الأكثر شهرة لشرف الدين اليزدي.